# Eois diversicosta
Eois diversicosta är en fjärilsart som beskrevs av Louis Beethoven Prout 1911. Eois diversicosta ingår i släktet Eois och familjen mätare. Inga underarter finns listade i Catalogue of Life.